# Hearts of Iron II
Hearts of Iron II è un videogioco di strategia per Windows sviluppato dalla Paradox Interactive e pubblicato dalla Strategy First.
Distribuito il 4 gennaio 2005, Hearts of Iron II è un videogioco strategico che tratta degli eventi della seconda guerra mondiale e degli anni immediatamente precedenti e successivi, seguito di Hearts of Iron.

## Mappa di gioco
La mappa giocabile comprende tutte le terre emerse, ad eccezione dell'Antartide. Il giocatore può prendere il controllo della quasi totalità delle nazioni esistenti tra il 1936 e il 1947 (mancano infatti nazioni troppo piccole per essere comprese nel gioco quali Andorra, Città del Vaticano, Liechtenstein, Principato di Monaco e San Marino, dal territorio troppo esiguo per creare una loro provincia).

## Fazioni
Nel gioco sono precostituite tre grandi alleanze: l'Asse, gli Alleati e il Comintern.
- L'Asse è guidata dalla Germania.
- Gli Alleati sono guidati dal Regno Unito e comprendono la Francia (compresi i dominion Canada, Australia, Nuova Zelanda e Sudafrica) e Paesi sotto protettorato o mandato britannico come Oman, Yemen, Bhutan, Iraq e Nepal.
- Il Comintern è guidato dall'Unione Sovietica e comprende Mongolia e Tannu Tuva.

Da notare che questa classificazione raffigura le fazioni così come composte il 1º gennaio 1936. In seguito esse possono acquistare nuovi membri, in base alle simpatie ideologiche e all'andamento del conflitto (ad esempio gli Stati Uniti potranno unirsi agli Alleati o l'Italia all'Asse). Tuttavia solo a seguito di eventi eccezionali un membro di una delle tre alleanze potrà abbandonare la propria ed entrare a far parte di una delle altre due. Oltre alle alleanze standard (cioè quelle storiche), l'utente ne può creare autonomamente delle altre con i Paesi non allineati.
Il gioco finisce quando si eliminano entrambe le fazioni avversarie o quando termina il 1947.

## Scenari
È possibile iniziare il gioco in diversi momenti del periodo 1936-1947. Gli scenari pre-impostati nel gioco sono:
- Verso la guerra: lo scenario più lungo: inizia il 1º gennaio 1936.
- La tempesta imminente: questo scenario inizia nel 1938, alla vigilia della conferenza di Monaco
- Blitzkrieg: questo scenario inizia nel 1939 con l'invasione tedesca della Polonia.
- Il risveglio del gigante: questo scenario inizia nel 1941 con la campagna estiva condotta dalla Germania contro l'Unione Sovietica e l'attacco giapponese a Pearl Harbor.
- Göttdämmerung: questo scenario inizia nel 1944 due settimane dopo lo sbarco in Normandia.

Inoltre vi sono alcuni scenari minori in cui è possibile prendere il controllo di un numero molto più ridotto di nazioni e in cui sono raffigurati solo conflitti limitati:
- Fall Gelb: l'invasione della Francia (Germania contro Regno Unito e Francia)
- La Volpe del deserto: Rommel e l'Africa (Germania e Italia contro Regno Unito)
- La battaglia del mar dei Coralli tra Giappone e Stati Uniti
- La guerra d'inverno (Unione Sovietica contro Finlandia)
- Fall Weiss: l'invasione della Polonia (Germania contro Polonia)
- Fall Grün: la Cecoslovacchia: uno scenario di fantasia in cui il rifiuto ceco di cedere i Sudeti alla Germania provoca una guerra tra le due nazioni
- Operazione Husky: l'invasione d'Italia (Regno Unito e Stati Uniti contro Germania e Italia)
- L'offensiva delle Ardenne: l'offensiva alleata e il contrattacco tedesco nelle Ardenne (Alleati contro Germania)
- Il D-Day: la liberazione d'Europa: lo sbarco in Normandia (Alleati contro Germania)
- Guerra civile spagnola: (Spagna repubblicana contro Spagna nazionalista)
- Barbarossa: l'invasione della Russia (Germania, Finlandia, Romania e Ungheria contro Unione Sovietica)
- Downfall: L'invasione del Giappone: uno scenario di fantasia in cui il fallimento del Progetto Manhattan ha costretto gli alleati e i sovietici a pianificare un'invasione del Giappone (Stati Uniti e Unione Sovietica contro Giappone)
- La guerra Platinea: un immaginario conflitto tra Argentina, sostenuta dalla Germania, e Brasile, sostenuto dagli Stati Uniti. Non giocabili, ma presenti le altre nazioni del Sud America.
- Conquiste meridionali: il Giappone alla conquista del Pacifico meridionale
- Operazione Watchtower: Giappone e Alleati combattono a Guadalcanal

In questi scenari limitati ci sono inoltre vincoli temporali più rigidi e non è prevista la produzione di truppe (salvo che nella guerra civile spagnola e nella guerra platinea) né l'attività diplomatica: la vittoria deve essere raggiunta solo mediante le forze già presenti sul campo e a quelle ottenute grazie al verificarsi di particolari eventi. Non è necessario l'annientamento totale dell'avversario, basta avere un certo numero di punti vittoria alla fine dello scenario.

## Elementi di gioco

### Eventi storici
Durante il gioco hanno luogo alcuni eventi storici predeterminati. Nel luglio del 1936, ad esempio, scoppia la guerra civile spagnola, in cui si danno battaglia l'esercito lealista e quello ribelle; nel 1937 il Giappone può decidere se sfruttare l'incidente del ponte di Marco Polo come casus belli contro la Cina; il primo settembre 1939 la Germania può rivendicare Danzica e in caso di rifiuto polacco invadere la Polonia e dare inizio alle ostilità in Europa. La storia talvolta può prendere corsi inaspettati: Hitler potrebbe decidere di onorare il patto di Monaco, Roosevelt potrebbe essere sconfitto alle elezioni da Alf M. Landon e i repubblicani, magari con l'aiuto di Francia e Regno Unito, che storicamente perseguirono una politica di sostanziale non-intervento, sconfiggere i loro nemici nazionalisti, costringendo così Franco alla resa e facendo trionfare la repubblica spagnola; oppure, a seconda del livello di dissenso, l'attentato a Hitler potrebbe avere successo, o ancora la guerra di Corea potrebbe scoppiare ben prima.
Le situazioni venutesi così a creare potranno dunque differire notevolmente da quanto verificatosi storicamente.

### Tecnologia
Ogni nazione è dotata di particolari industrie e personaggi dodati di particolari capacità (specializzazioni in elettronica, in meccanica, nel nucleare, nella componentistica e così via). Ad essi si possono assegnare determinati progetti tecnologici da sviluppare, progetti che serviranno sia a migliorare la capacità di combattimento o le capacità economiche della nazione scelta. Tali progetti si dividono in più sezioni:
- Fanteria
- Corazzati e artiglieria
- Ricerca navale
- Aerea
- Industriale
- Dottrine di terra
- Dottrine navali
- Dottrine aeree
- Armi segrete

L'ultima categoria contiene progetti speciali che possono essere sbloccati solo a seguito di determinate scoperte.

### Unità militari
È possibile nel gioco produrre diverse unità militari (sia di terra, sia navali, sia aeronautiche) e le denominazioni sono tutte personalizzate per ogni nazione: in questo modo scegliendo la Germania si possono costruire Panzer e Stuka, mentre prendendo l'Inghilterra si avranno a disposizione Sherman e Spitfire. La differenza è tuttavia limitata ai nomi dell'unità: ai sensi di gioco le unità di pari livello hanno efficacia e caratteristiche equivalenti. Si possono produrre più unità di terra:
- Milizia - uomini poco armati e addestrati alla guerra, arruolabili in breve tempo;
- Fanteria  - la spina dorsale di ogni esercito del periodo;
- Fanteria motorizzata - più veloce della fanteria semplice, richiede tuttavia un rifornimento costante di carburante per le operazioni belliche.
- Marines - fanteria d'elite, specializzata nell'assalto anfibio e dotata di mezzi idonei allo scopo, è la più adatta anche per le zone paludose e le giungle;
- Alpini - fanteria d'elite, specializzata nel combattimento in aree collinose e montane;
- Cavalleria - unità militare a cavallo non particolarmente potente, ma utilizzabile dalle nazioni più povere come corpo celere in sostituzione dei carri armati;
- Presidio difensivo - unità militare impossibilitata a muoversi con la facilità delle altre e destinata soprattutto a difendere posizioni di secondaria importanza e a sopprimere dissenso e guerriglia.
- Carri armati - unità militari veloci e potenti, i carri armati sono molto onerosi in termini di costo e tempo di produzione così come di consumo di carburante;
- Fanteria meccanizzata - dotata di mezzi cingolati oltre che ruotati, è ritenuta un valido sostituto per i carri armati, non ha malus derivanti dalla carenza di infrastrutture in una provincia;
- Cavalleria dell'aria - i primi elicotteri da combattimento.

A ognuna di queste unità si può aggiungere una brigata, che aggiunge abilità particolari all'unità in questione. Ad esempio, brigate di artiglieria conferiscono una maggiore potenza di fuoco alle unità (specie contro unità nemiche non corazzate); brigate antiaeree rendono l'unità meno vulnerabile all'aeronautica nemica; brigate di genieri permetteranno di ridurre le penalità comportate dall'attraversamento di corsi d'acqua.
Per quanto riguarda le unità navali è possibile costruire:
- Corazzate - le "regine del mare", elemento fondamentale di una "marina di superficie" tradizionale;
- Portaerei - unità navale emergente all'epoca, nemesi della corazzata e cardine della marina statunitense e giapponese, utilizzate anche dalla marina britannica;
- Cacciatorpediniere - utili per scovare ed eliminare i sottomarini nemici che minacciano la sicurezza dei convogli;
- Incrociatori leggeri - altra nave di scorta, più pesante e armato di un cacciatorpediniere, ma più vulnerabile ai sottomarini;
- Incrociatori pesanti - significativamente più pesanti e armati degli incrociatori leggeri;
- Incrociatori da battaglia - una nave dotata di corazzatura e armamenti notevoli, quasi al pari di una corazzata;
- Sottomarini - utili soprattutto per individuare e affondare i convogli del nemico;
- Navi da trasporto - ognuna di esse è in grado di trasportare un'unità di terra.

Per utilizzare in modo efficace la portaerei è necessario dotarla di brigate di caccia-bombardieri.
Per quanto riguarda le unità aeree è possibile costruire:
- Caccia - molto versatili, ideali per ottenere la supremazia aerea e particolarmente adatti per ingaggiare i caccia interdittori nemici;
- Caccia intercettori - aeroplani a corto raggio d'azione, designati per abbattere i bombardieri;
- Caccia di scorta - espressamente progettati per scortare i bombardieri durante le incursioni;
- CAS (Close Air Support) - bombardieri designati per attaccare direttamente le unità di terra nemiche;
- Bombardieri tattici - bombardieri piuttosto versatili, capaci di attaccare con profitto sia le unità di terra nemiche sia le infrastrutture presenti nella provincia bersaglio;
- Bombardieri strategici - progettati per colpire i complessi industriali del nemico, riducendo così la sua capacità industriale.
- Aero-siluranti - letali contro le unità navali nemiche.

Dopo aver sviluppato le apposite tecnologie è inoltre possibile costruire bombe razzo e missili balistici equipaggiabili con testate nucleari.

### Risorse
Le risorse base di ogni nazione sono:
- petrolio (necessario per navi, velivoli, carri armati, divisioni motorizzate e meccanizzate);
- energia;
- denaro;
- metallo;
- materiali rari;
- rifornimenti (necessari per tutte le unità militari del gioco).

Inoltre ogni nazione ha una capacità industriale, una capacità di trasporto e una forza lavoro. La produzione industriale rappresenta la capacità della nazione di produrre unità militari e beni di consumo per la popolazione e di rinnovare l'esercito. Ogni fabbrica della nazione dà un punto di capacità industriale base, a cui vanno applicati diversi modificatori (livello di difficoltà, capacità dei ministri del settore e stato della tecnologia industriale) per ottenere il valore di capacità industriale modificato o effettivo, che è il valore effettivo della capacità industriale della propria nazione. Ogni punto di capacità industriale effettivo richiede due unità di energia, un'unità di acciaio e uno o due unità di materiali rari al giorno: in caso di carenza di materie prime la produzione viene penalizzata.
La capacità di trasporto rappresenta le capacità logistiche disponibili per trasportare i rifornimenti necessari alle forze armate (ad esempio reti stradali, fluviali e ferroviarie) ed è una funzione diretta della capacità industriale effettiva: ogni punto di capacità industriale effettivo fornisce un punto e mezzo di capacità di trasporto. L'effetto del dissenso interno e delle attività partigiane (propaganda avversa, sabotaggio e guerriglia) sono rappresentate in modo astratto tramite una diminuzione relativa della capacità di trasporto disponibile. Quando l'apparato logistico militare di una nazione è sovraccarico, ossia quando le risorse capacità di trasporto utilizzate superano quelle disponibili, le forze armate si trovano in grave difficoltà. Vengono rifornite in modo insufficiente alle loro necessità, si muovono più lentamente e risultano meno efficaci durante il combattimento. Ciò tende a verificarsi quasi inevitabilmente, ad esempio, durante l'invasione tedesca dell'Unione Sovietica.
La forza lavoro è invece la quantità di uomini disponibile per formare nuove unità militari e rinforzare quelle esistenti che hanno subito perdite. Lo sviluppo di tecnologie nel settore agrario consente una crescita più rapida della forza lavoro.

### Punti vittoria
Un certo numero di province ha i cosiddetti punti vittoria: essi rappresentano l'importanza strategica della provincia con un numero generalmente variabile da uno (capitali di piccoli Stati o città di poco conto) a cinquanta (Mosca e Berlino), anche se buona parte delle regioni, specie quelle desertiche o ininfluenti strategicamente, non ne assegnano. La vittoria finale è dell'alleanza, non del singolo Paese, che ha più punti vittoria.

### Espansioni del gioco

#### Doomsday
Nel gennaio 2006 è stata pubblicata l'espansione stand-alone (ovvero che non necessita del gioco originale per funzionare) Hearts of Iron Doomsday, che amplia alcuni caratteri del gioco e ne introduce di nuovi. In particolare in Doomsday è possibile giocare fino al 1953, comprendendo quindi anche i primi anni della guerra fredda. Tra le altre novità implementate, figurano:
- una nuova schermata di gestione dell'attività di spionaggio, prototipo del sistema poi utilizzato in Europa Universalis III;
- una nuova categoria di naviglio (le Portaerei leggere);
- vari nuovi modelli di unità, evoluzioni di unità già presenti, come il carro armato da combattimento o aerei a reazione di seconda generazione;
- nuove dottrine tattico-strategiche da studiare;
- un nuovo scenario principale, Doomsday, che prende le mosse da un immaginario attacco sovietico agli Alleati occidentali nell'ottobre 1945, dopo la sconfitta della Germania.

#### Doomsday Armageddon
Nell'inverno 2007 è stata pubblicata la mini-espansione Armageddon per il solo Hearts of Iron Doomsday. La nuova espansione introduce alcune novità a lungo richieste dagli appassionati, quali:
- possibilità di giocare fino al 1963 anche partendo dal 1936;
- un sistema di upgrade per le unità navali, tramite l'implementazione di migliorie quali le centrali di tiro e il radar;
- un nuovo sistema di combattimento aereo/navale che altera gli equilibri del gioco;
- algoritmi di danno per il combattimento aereo completamente riscritti;
- altre modifiche varie al gameplay;
- ampliamento delle possibilità di modding;

Oltre a questo vengono aggiunti anche due nuovi scenari allostorici inizianti nel 1936 con meno Stati mediamente più grandi e molto più equilibrati.

### Particolarità del gioco e della comunità
Come in tutti i giochi Paradox (in particolare Crusader King, la serie di Europa Universalis e Victoria), Hearts of Iron II e le sue espansioni si avviano compilando buona parte del codice sorgente e la totalità dei database del gioco. Questo si traduce in una maggiore lentezza all'avvio rispetto a giochi simili, ma permette e semplifica una completa personalizzazione del gioco in moltissimi aspetti. Inoltre la comunità dei fan è molto supportata da Paradox, tanto che molte modifiche entrate nelle nuove versioni dei giochi erano state precedentemente oggetto di alcuni mod. È opinione comune della comunità dei fan che in particolare Doomsday Armageddon sia un'ottima piattaforma cui applicare dei mod, ma un gioco poco curato se lasciato senza modifiche.

### Difetti
Un piccolo difetto, comune sia a Hearts of Iron II sia alle espansioni, è il fatto che la forza di un modello, per esempio di carro armato o aereo, è pari a quella di tutte le altre dello stesso periodo. Per esempio, il caccia "di base" (anno storico 1937) sviluppato dalla Germania è il Messerschmitt Bf-109, uno dei migliori aerei mai costruiti ai tempi. L'equivalente, per esempio, costruito dall'Italia è il Fiat C.R.32, arretrato rispetto all'equivalente tedesco. Il difetto riscontrato dai fan è stata l'equivalenza in molti di questi casi, della potenza di due modelli, che vengono presentati di pari potenza solo perché considerati contemporanei, quando nella realtà il caccia Fiat precede il Bf-109 di due anni. Altro difetto è l'ampiezza forse eccessiva di alcune province e la difficoltà degli scenari ad essere adattati alla vera storia. In ultimo anche la diplomazia di Hearts of iron II presenta molti punti di deficienza: infatti, a differenza di altri giochi della Paradox, come ad esempio Victoria, in Heart of Iron II l'intelligenza artificiale difficilmente arriva ad accordi diplomatici di pace con sé stessa, cioè tra due nazioni che il giocatore non sta interpretando. Nella stragrande maggioranza dei casi una guerra tra due nazioni gestite ambo due dall'intelligenza artificiale finisce solo ed esclusivamente nel momento in cui l'una annette l'altra. Viceversa l'intelligenza artificiale, se messa in difficoltà dal giocatore, tende a offrire proposte di pace. Anche i patti di non belligeranza sembrano un'esclusiva del giocatore umano e non vengono proposti dall'intelligenza artificiale. Frequenti, naturali e ben gestiti sono invece gli accordi commerciali e lo scambio di risorse o tecnologie.